# 罗斯托夫农业机械制造厂
罗斯托夫农业机械制造厂（羅馬化：Rostselmash），是一家俄罗斯农业机械制造商，成立于1929年。罗斯托夫农业机械制造厂是全球最大农业机械制造商之一，据2010年报道，在全球市场占有17%份额，在独联体占65%市场份额。截至2018年，公司在四个国家建有十个生产基地。
公司名也有罗斯托夫收割机公司、罗斯托夫农业机械厂、罗斯托夫农机生产联合公司等译法。厂名来自于的缩写。羅斯托夫足球俱樂部曾以此农机厂作为俱乐部名称。